# MTV Europe Music Awards, Найкращий український артист
Нижче наведено список переможців та номінантів MTV Europe Music Award у номінації Найкращий український виконавець.
| Рік  | Переможець    | Номінанти                                                        |
| ---- | ------------- | ---------------------------------------------------------------- |
| 2007 | Lama          | - Esthetic Education - Гайтана - Океан Ельзи - Воплі Відоплясова |
| 2008 | Quest Pistols | - Бумбокс - Друга ріка - Esthetic Education - СКАЙ               |
| 2009 | Green Grey    | - Антитіла - Друга ріка - Kamon!!! - Lama                        |
| 2010 | Макс Барських | - Alyosha - Антитіла - ДіО.фільми - Крихітка                     |
| 2011 | Sirena        | - Джамала - Іван Дорн - Kazaky - Макс Барських                   |
| 2012 | Alloise       | - Champagne Morning - ДіО.фільми - Іван Дорн - The Hardkiss      |